# Campionati austriaci di sci alpino 1978
I Campionati austriaci di sci alpino 1978 si svolsero a Pichl, Pruggern, Ramsau am Dachstein e Schladming dal 12 al 19 febbraio; furono assegnati i titoli di discesa libera, slalom gigante, slalom speciale e combinata, sia maschili sia femminili.

## Risultati

### Uomini

#### Discesa libera
| Pos. | Atleta            | Nazione |
| ---- | ----------------- | ------- |
| 1    | Josef Walcher     | Austria |
| 2    | Peter Wirnsberger | Austria |
| 3    | Franz Klammer     | Austria |

Località: Schladming

Data: 19 febbraio

Pista: Planai

#### Slalom gigante
| Pos. | Atleta        | Nazione |
| ---- | ------------- | ------- |
| 1    | Hans Enn      | Austria |
| 2    | Anton Steiner | Austria |
| 3    | Gerhard Jäger | Austria |

Località: Pichl

Data: 15 febbraio

Pista: Reiteralm

#### Slalom speciale
| Pos. | Atleta            | Nazione |
| ---- | ----------------- | ------- |
| 1    | Hans Enn          | Austria |
| 2    | Manfred Brunner   | Austria |
| 3    | Ewald Zirbisegger | Austria |

Località: Ramsau am Dachstein

Data: 14 febbraio

Pista:

#### Combinata
| Pos. | Atleta            | Nazione |
| ---- | ----------------- | ------- |
| 1    | Hans Enn          | Austria |
| 2    | Leonhard Stock    | Austria |
| 3    | Peter Wirnsberger | Austria |

Località: Pichl, Ramsau am Dachstein, Schladming

Data: 14-19 febbraio

Classifica stilata attraverso i piazzamenti ottenuti
in discesa libera, slalom gigante e slalom speciale

### Donne

#### Discesa libera
| Pos. | Atleta             | Nazione |
| ---- | ------------------ | ------- |
| 1    | Brigitte Totschnig | Austria |
| 2    | Martina Ellmer     | Austria |
| 3    | Irmgard Lukasser   | Austria |

Località: Schladming

Data: 19 febbraio

Pista: Planai

#### Slalom gigante
| Pos. | Atleta                | Nazione |
| ---- | --------------------- | ------- |
| 1    | Annemarie Moser-Pröll | Austria |
| 2    | Gabi Hauser           | Austria |
| 3    | Lea Sölkner           | Austria |

Località: Pruggern

Data: 16 febbraio

Pista: Galsterberg

#### Slalom speciale
| Pos. | Atleta                | Nazione |
| ---- | --------------------- | ------- |
| 1    | Annemarie Moser-Pröll | Austria |
| 2    | Uta Wedam             | Austria |
| 3    | Gerlinde Strixner     | Austria |

Località: Ramsau am Dachstein

Data: 14 febbraio

Pista:

#### Combinata
| Pos. | Atleta                | Nazione |
| ---- | --------------------- | ------- |
| 1    | Brigitte Totschnig    | Austria |
| 2    | Gerlinde Strixner     | Austria |
| 3    | Maria Kurz-Schlechter | Austria |

Località: Pruggern, Ramsau am Dachstein, Schladming 

Data: 14-19 febbraio

Classifica stilata attraverso i piazzamenti ottenuti
in discesa libera, slalom gigante e slalom speciale